# カレー沢薫
カレー沢 薫（カレーざわ かおる、Kaoru Curry zawa、1982年11月22日 - ）は、日本の漫画家・コラムニスト。女性で、既婚。血液型はAB型。山口県出身・在住。2018年6月1日から「無職兼作家」と自称している。

## 概要
2009年、『モーニング』主催・第26回MANGA OPENに初めて漫画『無題』を投稿。落選したが、同誌増刊『モーニング・ツー』編集長が、新連載を決定。この際、タイトルを『クレムリン』と改めた。
風刺を交えながら、人語を話す動物と人間を中心とした、不条理ギャグを中心とした作風をしている。リアルな頭身で描かれた人間と、デフォルメが強い主に ( ´ω`) 顔の動物（と一部人間）を混在させた独特の画風が特徴。
好きなものは猫で、猫を主人公としている漫画を執筆するほど。なお、好きな品種としてスフィンクスを挙げる。このほか好きなものとして、世界が滅亡するなどのパニック映画を挙げる。
ネーミングセンスがないことが悩みであり、登場人物の名前は、何かをもじってつけることが多い。『クレムリン』6巻あとがきでは、ネーミングセンスについて「たけし軍団のようだ」と表現している。なお、本人のペンネームは自身のmixiでのハンドルネーム（「カレー」）と本名を合体させたものであるという。
コラムも連載しているが、その中で派遣社員として派遣切りに遭ったことを明らかにするなど、負け組を自称する。リア充を憎む発言も目立ち、前述のとおり結婚しているが、いまだリア充を憎む発言は続いている。毛深いことをネタにしており、自画像は、黒い毛玉のようなものに ( ´ω`) 顔がついたものを使用している。本人いわく「自画像が陰毛」とのこと。
Twitterを活用しており、著書「ブスだけどマカロン作るよ」のタイトルはTwitterでの公募で決めた。その際のハッシュタグは「#カレタイ」だった。
きゅうりが嫌いで、作品中で頻繁にネタにしている。
2021年、『ひとりでしにたい』が第24回文化庁メディア芸術祭マンガ部門の優秀賞を受賞した。
『ひとりでしにたい』が綾瀬はるか主演によりテレビドラマ化され、2025年6月からNHK総合で放送予定。

## 作品リスト
- 『クレムリン』『クレムリン』全7巻、『ニァイズ』全1巻
『モーニング・ツー』（2009年 - 2012年）、『モーニング』（2010年 - 2013年）、『月刊モーニングtwo』（2013年 - 2014年）[6]
東京都写真美術館広報誌別冊「ニァイズ」（2011年 - ）、CINRA.NET（2013年 - ）
- 『カレー沢薫の負ける技術』 全1巻 -『負ける技術』（2014年 講談社 / 2015年 講談社文庫）
（『モーニング・ツー』（2012年に終了）、『MORNING MANGA.COM』 Web連載（2011年 - 2013年））
- 『ブスだけどマカロン作るよ』（2013年 芳文社）以下、2作品を収録
  - カレー沢薫のなかったことにしませんか（増刊 超本当にあった(生)ここだけの話、2011年 - 2013年）
  - ナゾ野菜（超本当にあった(生)ここだけの話、2013年 - 2015年）
- 『アンモラル・カスタマイズ』、全1巻 -『アンモラル・カスタマイズZ』（2012年 ぽこぽこ（太田出版））[7][8]
（月刊コミックゲートアッシュ、Web連載（2012年））
- 『国家の猫ムラヤマ』 全3巻
（『ヤングチャンピオン』、2012年 - 2017年）
- 『バイトのコーメイくん』 全3巻
（『月刊モーニングtwo』、2012年 - 2015年）
- 『ニコニコはんしょくアクマ』 全5巻
（『月刊!スピリッツ』、2013年6月号 - 2019年7月号[9]）
- 『ギスギスへんしゅうコロス♥』
（『月刊!スピリッツ』、2014年 - ）
- 『ねこもくわない』 全1巻
（『別冊漫画ゴラク』、2014年 / 『漫画ゴラクスペシャル』、2015年 - 2016年)
- 『やわらかい。 課長起田総司』 全3巻
（『Dモーニング』、2014年5月8日配信開始 - 2016年）
- 『カレー沢薫とそのカリスマ読者の最高の交流広場「人生の病理相談」』
（『Dモーニング』、2014年 - 2016年）[10][11]
- 『薫の小部屋』
（コミスン、2014年 -2016年）[12]
- 『兼業まんがクリエイター・カレー沢薫の日常と退廃』
（マイナビニュース、2015年 - 2016年）[13]
- 『ヤリへん』
（モバMAN、2015年 - 2018年）[14][15]
- 『猫工船』全3巻
（『週刊ビッグコミックスピリッツ』、2015年 - 2019年、全177話）
- 『ブス図鑑』
（cakes、2016年）[16]
- 『ブスの本懐』（太田出版、2016年）
- 『やらない理由』（マガジンハウス、2017年）
- 『ブスのたしなみ』（太田出版、2017年）
- 『猥談ひとり旅』（日本文芸社、2018年）
- 『きみにかわれるまえに』全1巻[17]
（『漫画ゴラクスペシャル』、2018年11月号[18] - 2020年4月号、全17話）
- 『生き恥ダイアリー』（日本文芸社、2019年）
- 『わたしの証拠』全2巻
（『ビッグコミックオリジナル増刊号』、2019年3月号[19] - 2024年1月号[20]→『ビッグコミックオリジナル』、2024年2号[21] - 2025年12号[22]） - 読み切りから[19]連載化
- 『部屋から出ないで100年生きる健康法』（秋田書店、2019年[23]）
- 『人生がより散らかる!深刻お悩み相談室』全2巻
（『週刊ビッグコミックスピリッツ』、2020年6号[24] - 2021年33号）
- 『ひとりでしにたい』既刊10巻
（『モーニング・ツー』、2019年9号[25] - ）
- 『ひきこもりグルメ紀行』（ちくま文庫、2020年）
- 『カレー沢薫の ワクワク人生相談』（太田出版、2020年）
- 『なおりはしないが、ましになる』既刊4巻
（『月刊!スピリッツ』、2020年1月号[26] - )
- 『小銭でいいから拾いたい〜ひきこもり副業入門〜』
（『ebookjapan』2021年11月15日[27] - ）
- 『いきものがすきだから』週刊漫画ゴラク
- 『「モテ」の壁』新潮社
- 『悪いが俺は異世界転生させてもらう』
（『ebookjapanコミックス』レーベル、2023年7月18日[28] - ）
- 『ごじあいのススメ』
（『週刊漫画ゴラク』、2024年6月7日号[29] - ）

## コラム
- カレー沢薫のゆうゆうヘルスケア
（『ヤングチャンピオン』、2017年 - ）
- カレー沢薫の「ひきこもりグルメ紀行」
（『女子SPA!』、2016年 - ）
- カレー沢薫の「ほがらか家庭生活」
（『マイナビニュース』、2016年 - ）
- 部屋から出ないで100年生きる健康法
（秋田書店、2019年刊）
- 使えそうで、やっぱり使えないエロ知識
（『週刊漫画ゴラク』、2016年 - 2023年）
- カレー沢薫の炎上エンジョイ!!
（『週刊漫画ゴラク』、2023年 - ）
- ひきこもり処世術
講談社文庫、2024年
- 下ネタの品格
日本文芸社 2024年;電子書籍

## 読み切り
- デフレスパイラル（『週刊ビッグコミックスピリッツ』、2011年10月13日発売）
- シャブ太郎（pixiv、2012年1月22日公開）
- フルメタル合コン（別冊漫画ゴラク増刊『酒楽』、2013年7月18日発売）[30]
- ノーキャット、ノーライフ（『週刊ビッグコミックスピリッツ』、2013年10月7日発売）[31]
- カースト学園（『Dモーニング』、2014年1月9日配信・『モーニング』、2014年3月19日発売）
- 性少年健全化少女マンガ計画（『モバMAN』、2014年4月18日配信）
- カンノウ小説いただきます（『モバMAN』、2015年5月1日配信）
- 二兆年と、1日と、猫（『ヒバナ』、2017年8月7日発売）[32]
- 明日いる僕といないキミ（『COMIC ポラリス』2020年11月26日配信[33]）

## 寄稿・その他
- 文 IT革命と相撲（AiR、2010年6月18日配信）
- 文 結婚式とわたし＆クレムリン（AiRtwo、2011年2月4日配信）
- 文 いつまで続く「カワイイ」のインフレ（新潮45、2014年2月18日発売）
- 文 きみは「戦力外通告」を観たか?（IN★POCKET、2014年3月14日発売）
- 文 死屍累々の季節に（群像、2014年5月7日）
- 文 最近仕事の都合でチンコのことばかり考えている。（AiR4、2014年8月4日配信）
- 漫画（映画『みんなのアムステルダム国立美術館へ』、2014年11月）[34]
- 漫画（「刀剣乱舞-ONLINE-コミックアンソロジー 〜ヒバナ散らせ、刀剣男士〜」、2015年10月7日発売）
- 文 カレー沢薫の『生きることとは負けること』指南（IN★POCKET、2015年10月15日発売）
- インタビュー 話題の一冊 著者インタビュー（週刊実話、2015年12月3日発売）
- 文 カレー沢薫「猫と男」（cocoloni PROLO、2016年12月22日 -）
- 文 ヒバナと私（『ヒバナ』、2017年8月7日発売）